# Neommatocarcinus
Neommatocarcinus is een geslacht van kreeftachtigen uit de klasse van de Malacostraca (hogere kreeftachtigen).

## Soort
- Neommatocarcinus huttoni Filhol, 1885)